# Viborg Amts Fælleskommunale Trafikselskab
Viborg Amts Fælleskommunale Trafikselskab (forkortet VAFT), som betjente det daværende Viborg Amt, var et af de daværende trafikselskaber i Danmark, indtil Strukturreformen trådte i kraft i 2007. Ved kommunesammenlægningen i 2007 blev VAFT og Viborg Amt delt op, så den tidligere Aalestrup Kommune samt Mors og Thy blev en del af Region Nordjylland, og den kollektive trafik overgik til Nordjyllands Trafikselskab. Resten af det tidligere Viborg Amt kom ind under Region Midtjylland, hvis trafikselskab blev til Midttrafik.

## Historie
VAFT blev etableret af som følge af den første lov om trafikselskaber udenfor hovedstadsområdet, der kom i 1978. Denne lov betød, at amterne kunne oprette trafikselskaber, som man kendte det fra hovedstadsområdet, hvor HT i 1974 overtog ansvaret for busdriften.
De første ruter, der kørte i VAFT-regi, havde driftsstart 2. august 1981. Det var regionalruter, som kørte i mere end én kommune. Lokalruter og bybusser indgik i trafikselskabet et år senere. VAFT fungerede som koordinator for den kollektive trafik mellem kommunerne, mens vognmændene fortsat ejede busserne og betjente busruterne. De første mange år kørte busserne videre med den enkelte vognmands farver.
Da buskørslen blev sendt i udbud i 1990'erne, begyndte VAFT at stille krav til bemaling på busserne. Kravet til bemalingen på busserne var, at fronten og bagenden skulle have en sort og hvid skråstribe, men resten af bussen blev fortsat malet i vognmandens egne farver. Derfor sås i VAFT mange forskellige designs på busserne med de sorte og hvide skråstriber.

### Busser der kører ombord på færger
Ikke mange trafikselskaber - med undtagelse af f.eks. Rute 800 Mellem Nykøbing Falster og Odense - kan bryste sig af at have busser, der skulle overføres med færger. Det drejede sig om hele to overfarter til og fra Mols: Linje 31 mellem Nykøbing Mors og Hurup. samt Linje 32 mellem Fjerritslev og Nykøbing Mors. Linjerne kørte for linje 31s vedkommende ombord på Mors-Thy Færgefart (Næssund)-færgen, og for linje 32s vedkommende ombord på Mors-Thy Færgefart (Feggesund).
Linje 31 havde 5 afgange over med færgen på hverdage, hvorimod linje 32 havde 2 ture over med færgen på hverdage.

### Strejker
I år 2000, varslede Combus strejke. Dette skyldtes arbejdsforholdene.

### Udbud af kørsel/EDB
I mange år lod VAFT ikke kørslen udlicitere. De private vognmænd, der hidtil havde drevet busruterne, blev tilbudt kontrakter på mellem 5 og 8 års varighed mod at gå 5 procent ned i betaling. Først i 1999 begyndte VAFT at afholde deciderede udbud. Dog var ikke alle udbud en dans på roser for VAFT. I et nyt samarbejde om koordinering af bl.a. handicap- og patientkørsel indtrådte VAFT i et samarbejde med bl.a. Nordjyllands Trafikselskab, der hed "Bektra-samarbejdet". Samarbejdet skulle gøre det muligt at samarbejde om patienttransporten i det daværende Viborg Amt sammen med de andre amter. Der var dog lige den hage, at VAFT, ikke fik sendt indtrædelsen i systemet i udbud, og det var der nogle klager over.

#### Tildeling af kørselskontrakt
I en sag fra Bjerringbro Kommune, hvor VAFT overlod en trafiktilladelse til kommunen til at befordre en busrute med betalende passagerer (hovedsageligt skoleelever) blev Trafikministeriet inddraget for at vurdere lovligheden af trafiktilladelsen. VAFT og kommunen fik dog medhold af Trafikministeriet, og der blev ikke foretaget yderligere ændringer i denne sag.

## Zoner og billetter
Hos VAFT havde man følgende billetmuligheder til rådighed.
- Enkeltbillet
- Klippekort
- Periodekort
- Skolekort
- Uddannelseskort
- Børnehavekort
- Fritidskort
- Ekskursions-/udflugtskort
- Gruppebillet
- Dagbillet
- Tilkøbsbillet
- Blindebillet
- Soldaterkort
- SU-kort
- Efterlønskort
- Cykelbillet
- Rekvisition

### Zonerne i VAFT
Zonerne i VAFT var delt op efter kommunerne, sådan at de lå efter kommunernes størrelse. F.eks. var Thisteds zone 10. og Bjerringbro zone 60, også med Ringzoner ud til kommunegrænsen. De mindre kommuner såsom Fjends Kommune, og Hanstholm Kommune, lå derved under henholdsvis Skive og Thisteds ringzone-system.
| Kommunal ringzone | Thisted    | Nykøbing      | Balling    | Skive    | Viborg    | Bjerringbro    | Kjellerup    | Aalestrup    |
| ----------------- | ---------- | ------------- | ---------- | -------- | --------- | -------------- | ------------ | ------------ |
| Zone og by        | 10 Thisted | 20 Nykøbing M | 30 Balling | 40 Skive | 50 Viborg | 60 Bjerringbro | 70 Kjellerup | 80 Aalestrup |

## Produkter
I VAFT havde man 4 former for produkter, da selskabet blev indlemmet i Midttrafik:
- Bybusser - i Viborg, Thisted, Skive og Nykøbing Mors
- Regionale ruter - De busser der forbandt amtet på kryds og tværs
- Skolebusser/lokalruter - Busruter der var tilpasset skolernes ringetider. Hovedsageligt i områder, hvor der ikke kom en rutebus forbi
- Xbusser - Et ekspresbusnetværk, der forbandt større byer i Jylland på kryds og tværs

Bybusserne var i Thisted og Viborg nummeret med linjenummer 1-6. imens de i Skive var nummereret med 300 linjenummer. I Nykøbing var bybussen nummeret i 200 nummerserien på den ene linje 201.
De regionale busruter bestod af 2 cifrede linjenumre.

## Opdelingen mellem Midttrafik og Nordjyllands Trafikselskab (NT)
Da strukturreformen og kommunesammenlægningen trådte i kraft 1. januar 2007, betød det et farvel til de hidtidige amter. Viborg Amt var blevet splittet op mellem Region Nordjylland, og Region Midtjylland, så trafikselskabet blev også opdelt. Selve opdelingen fandt sted mellem Midttrafik, der fik kørslen i det nye Region Midtjylland (Silkeborg(Kjellerup kommune), Skive og Viborg), kommuner. Kørslen i det nye Region Nordjylland gik til Nordjyllands Trafikselskab (daværende Aalestrup kommune, kommunerne på Mors og kommunerne i Thy).
Efter sammenlægningen fulgte også nye designs for trafikselskaberne. Den hidtidige VAFT-farve, blev i Midttrafiks område erstattet af en sennepsgul farve på bybusserne, hvorimod farven på landruter blev lyseblå. I Nordjyllands del af det daværende VAFT var sagen en anden. NT var det ene af to trafikselskaber i Danmark, der overlevede strukturreformen, og her bibeholdt NT deres vante farver fra fordoms tid. Det var muligt at se busser i de daværende VAFT-farver helt indtil 2014, hvor de sidste linjer kom i udbud.

### Efter sammenlægningen
Efter sammenlægningen gik der ikke længe, før det nye Region Midtjylland skulle spare på busdriften. Allerede i 2008, skulle der spares i regionens budget, og dette betød, at 10 buslinjer i det daværende VAFT kom på blokken for en nedlæggelse.
I 2017 skulle der atter spares penge, og det forargede bl.a. den tidligere VAFT-sekretariatsleder Kristian Jahn. Han udtalte, at man flytter ansvaret fra regionen og over på kommunerne, hvilket han ikke fandt acceptabelt, da det fjerner sammenhængen i den kollektive trafik.

## Galleri
- Busser i VAFT-farve på Viborg Rutebilstation
- Viborg Rutebilstation
- Viborg Rutebilstation samt VAFT's tidligere hovedkontor